# Dan Spring (homme politique)
Dan Spring (1er juillet 1910 - 1er janvier 1988) est un homme politique du Parti travailliste irlandais qui est Teachta Dála (TD) pour la circonscription de Kerry North de 1943 à 1981. Il est secrétaire parlementaire du ministre des Gouvernements locaux de 1956 à 1957. Il est le père de Dick Spring, qui dirige le Parti travailliste de 1982 à 1997.

## Jeunesse
Dan Spring est né dans une famille ouvrière de Tralee, dans le Comté de Kerry. Il quitte l'école à l'âge de 14 ans et commence sa vie professionnelle en occupant une série d'emplois peu qualifiés. Lorsqu'il travaille dans une usine, il s'implique dans le Syndicat irlandais des transports et des travailleurs généraux (ITGWU) et devient après un certain temps responsable syndical. Il épouse Anna Laide (1919-1997) en 1943.

## Carrière sportive
Spring est un joueur de Football gaélique et est le capitaine de l'équipe de Tralee des Kerins O'Rahilly avec laquelle il remporte deux titres de champion de football senior de Kerry en 1933 et 1939. Il joue pour la première fois avec Kerry lorsqu'il remporte les titres juniors de Munster et de toute l'Irlande en 1930. Il rejoint ensuite l'équipe senior où il remporte les titres de toute l'Irlande en 1939 et est capitaine de l'équipe lorsqu'ils remportent la finale de toute l'Irlande en 1940.

## Carrière politique
Grâce à son implication dans l'ITGWU, il devient suffisamment connu pour se présenter à Kerry North pour le Parti travailliste aux élections générales de 1943. Il est le premier membre du parti travailliste élu député pour Kerry et conserve son siège jusqu'à sa retraite en 1981.
En 1944, Spring fait partie d'un groupe de six députés qui se séparent du Parti travailliste parce qu'il est prétendument infiltré par des communistes et forment un nouveau parti qu'ils appellent le Parti travailliste national. Le Parti travailliste et le Parti travailliste national se réunifient en 1950, après avoir travaillé côte à côte dans le premier gouvernement interpartis depuis 1948.
En 1956, pendant le mandat du deuxième gouvernement interpartis, Spring est nommé secrétaire parlementaire du ministre du Gouvernement local, poste qu'il occupe jusqu'à la fin du gouvernement en 1957.
Pendant le reste de sa carrière politique, Spring n'a jamais occupé de poste important au niveau national et, en tant que travailliste rural relativement conservateur, il n'est pas en phase avec la ligne officielle du Parti travailliste, qui s'oriente nettement vers la gauche dans les années 1960 et années 1970. Spring se concentre sur son travail de circonscription et est réélu à chaque élection à laquelle il se présente jusqu'à sa retraite en 1981, son fils Dick briguant alors avec succès le siège.